# António José Conceição Oliveira
António José Conceição Oliveira, mais conhecido como Toni (Anadia, Mogofores, 14 de Outubro de 1946) é um antigo jogador de futebol e atualmente treinador de futebol português.
Foi internacional por Portugal em 33 ocasiões, e a sua carreira futebolística é principalmente associada ao Benfica. Conquistou 22 títulos pelo clube, tanto como jogador quanto como treinador,  trabalhou ainda em seis outros países como treinador. Jogou como médio durante 13 épocas ao serviço do Benfica tendo feito 391 jogos e marcado 23 golos. E é treinador de futebol desde 1981.

## Carreira como jogador
Enquanto jovem, começou a jogar futebol no Instituto Salesiano e mais tarde no Anadia; neste clube despertou a atenção de Mário Wilson que o contratou para a Académica. Na Académica, continuou a dar nas vistas e por isso foi contratado pelo Benfica em 1968.
Conquistou 12 títulos pelo Benfica, 8 campeonatos, 4 taças de Portugal e foi internacional por Portugal por 33 vezes marcando 1 golo.

## Carreira como treinador
Toni iniciou a carreira de treinador como adjunto, na segunda época de Baróti. Durante o início da temporada 1980/81, ao comprar um livro sobre futebol em Madrid, Toni percebeu que a sua carreira como jogador estava a chegar ao fim. Apesar de ainda ter conquistado o título nacional e disputado seu último jogo contra o V. Setúbal, ele decidiu iniciar a sua primeira experiência como treinador adjunto, acompanhando o mister Baróti. Nas épocas de 1982/83 e 1983/84 foi adjunto de Sven-Göran Eriksson sendo fundamental nas épocas de sucesso benfiquista e na rápida adaptação do treinador sueco.
Ainda na época de 1983/84, Toni foi um dos quatro treinadores que lideraram a seleção nacional no Europeu de 1984, juntamente com António Morais, José Augusto e Fernando Cabrita. A ausência de uma liderança única foi notável, com Cabrita sendo considerado o principal, enquanto Toni e José Augusto representavam Benfica, a representação do Porto cabia a António Morais. Originalmente, Otto Glória era o selecionador, mas saiu antes do fim das eliminatórias de qualificação, deixando os adjuntos no comando.
Após a saída de Erikson para Itália no fim dessa época, acumulou ainda experiência com Pál Csernai e John Mortimore no cargo de treinador adjunto. Mais tarde assumiu o comando da equipa principal do Benfica em 1987/88, substituindo Ebbe Skovdhal, que teve um inicio sem glória. Embora não tenha conseguido vencer o campeonato ou a Taça, levou o Benfica à final da Taça dos Campeões contra o PSV, perdendo nos pênaltis, esta que era a sexta final benfiquista da Taça dos Campeões, vinte anos depois da final de Wembley contra o Manchester United.
Não ganhou, mas instalou um ambiente de esperança na equipa e nos adeptos, que viria a ser fundamental na sua primeira época a tempo inteiro, triunfando no campeonato nacional de 1988/89, com Veloso como capitão, Mozer e Ricardo Gomes na dupla de centrais, e Paneira, Valdo e Pacheco faziam o que lhes estava destinado: ganhar jogos, nem que fosse pela diferença mínima. Apesar da vitória, na época seguinte, aceitou ser adjunto do regressado Sven-Goran Eriksson com quem foi campeão em 1991.
Após a saída do sueco no final da época 1991/92, aceitou substituir Tomislav Ivic a meio da época de 1992/93, em nova missão de sacrifício, tendo conseguido ainda conquistar uma Taça de Portugal frente ao Boavista num célebre final vencida por 5-2, com uma das melhores equipas que o Benfica teve nos anos 90, com Paulo Futre, João Viera Pinto, Rui Costa, Paulo Sousa, Mozer entre outros.
No ano seguinte, marcados pelos episódios do verão quente, levou a pulso uma equipa que procurava remediar as saídas de Paulo Sousa e Pacheco para o Sporting. Conquistou o título de campeão nacional com Isaías, João Vieira Pinto, Rui Costa e Vítor Paneira em destaque, e venceu o Sporting em Alvalade para selar o título com uma vitória mítica por uns expressivos 6-3. Chegou ainda às meias-finais da Taça das Taças, perdendo frente ao poderoso Parma de Sensini, Zola, Asprilla e Brolin.
Com nova presidência, Manuel Damásio prescinde dos seus serviços e este tem a sua primeira experiencia no estrangeiro treinando o Bordéus,essa mudança marcou uma nova fase na sua trajetória como treinador, levando-o ao futebol francês, onde seria responsável por uma das equipas com elevadas expectativas. Toni herdou uma equipa talentosa que incluía jogadores de renome, como Zinédine Zidane e Christophe Dugarry, Valdeir e Lizarazu. Apesar do futebol ofensivo, e da vitoria na Taça Intertoto da UEFA , os resultados ficaram aquém das expectativas e acabou por ser dispensado a terminar a época.
Esteve no Sevilha e foi adjunto de Carlos Queiroz na Selecção dos Emirados Árabes Unidos. De 2012 a 2015 treinou no Irão, ao comando do Tractor, com algumas intermitências. O seu último trabalho enquanto treinador foi ao serviço do Kazma, do Cuaite.
Começou a carreira de treinador de futebol como adjunto no Benfica, onde foi treinador principal por 3 vezes 1987/1988, 1993/1994 e 2000/2002, tendo conquistado 3 títulos para os encarnados, 2 campeonatos e 1 Taça de Portugal; realizou 217 partidas com 128 vitórias, 57 empates e 32 derrotas.

## Condecoração
A 4 de Fevereiro de 1989 foi feito Comendador da Ordem do Mérito.

## Carreira como comentador
É comentador de futebol do Canal 11.